# American Basketball League II
La American Basketball League fou una competició de basquetbol dels Estats Units ja desapareguda. Agafà en nom d'una competició que existí entre 1925 i 1955.

## Història
Aquesta competició s'inicià el 1961 i fou abandonada el 1962. Com a curiositat es pot destacar que fou la primera lliga que introduí la línia de tres punts dins del bàsquet.
La competició es creà per iniciativa d'Abe Saperstein, en ser-li negada una franquícia esportiva a la ciutat de Los Angeles per a l'NBA. En lloc seu, l'NBA permeté el trasllat dels Minneapolis Lakers a la ciutat californiana. Com a reacció, Saperstein va convèncer equips de la National Alliance of Basketball Leagues (NABL) i de l'Amateur Athletic Union (AAU) a unir-se a la seva nova lliga. La competició no reeixí i fou abandonada el 31 de desembre de 1962. La majoria dels clubs participants retornaren a les seves lligues prèvies.

## Franquícies
- Chicago Majors (1961/62-62/63)
- Cleveland Pipers (1961/62)
- Kansas City Steers (1961/62-62/63)
- Long Beach Chiefs (1961/62-62/63, com a Hawaii Chiefs el 1961/62)
- Los Angeles Jets (1961/62)
- Oakland Oaks (1961/62-62/63, com a San Francisco Saints el 1961/62)
- Philadelphia Tapers (1961/62-62/63, com a Washington Tapers i New York Tapers el 1961/62)
- Pittsburgh Rens (1961/62-62/63)

## Historial
- 1961/62: Cleveland Pipers 3-2 Kansas City Steers
- 1962/63: Kansas City Steers declarats campions